# El Esparragal (Murcia)
El Esparragal es una pedanía perteneciente al municipio de Murcia en la Región de Murcia, España. Cuenta con una población de 8 128 habitantes (INE 2019) y una extensión de 31,728 km². Se encuentra a unos 6,5 km de Murcia y se sitúa a una altitud media de 35 metros sobre el nivel del mar.

## Geografía
Limita con:
- al norte: municipio de Santomera
- al este: municipio de Santomera y Cobatillas
- al oeste: Cabezo de Torres
- al sur:  Llano de Brujas y Santa Cruz.

## Historia
El topónimo que identifica a la pedanía puede derivarse, según cuenta la tradición popular, de la proliferación en sus tierras de espárragos trigueros, que eran muy apreciados ya en el siglo XIV, especialmente en periodos de escasez, y que llevaba a las gentes de Orihuela a desplazarse hasta estas tierras para hacer acopio de estos frutos. No obstante lo anterior, Abelardo Merino señala, al referirse a las denominaciones de los lugares y aldeas existentes en la huerta de Murcia en los primeros años de la llegada de los cristianos, que, muchos de ellos, como el caso de El Esparragal, tienen su origen en algún elemento o detalle topográfico.
No parece que las tierras que actualmente se identifican como El Esparragal estuvieran muy pobladas, debido sobre todo a que, las situadas en cotas más bajas, estaban conformadas por almarjales que impedían su cultivo y el consiguiente asentamiento de colonos. Esta configuración pantanosa y encenagada queda confirmada en la documentación cartográfica que, sobre la Murcia de los siglos IX y XIII, aporta Robert Pocklington en su obra Estudios toponímicos en torno a los orígenes de Murcia. Tras el repartimiento de tierras realizado por Alfonso X el Sabio, la llegada de nuevos pobladores se vio frenada tanto por las dificultades señaladas del terreno, como por el hecho de que, en los pocos caseríos existentes, predominaba la gente morisca, no atreviéndose a establecerse en ellos los nuevos dominadores.
Poco a poco, y, sobre todo, a través de la concesión de arrendamientos, se fue logrando la repoblación de estos lugares, aunque ya en tiempos relativamente tardíos. Concretamente será en el año 1505 cuando un área de la huerta de Murcia, que se extendía desde La Cueva y El Esparragal hasta Santomera, y que era conocida como La Urdienca, fue donada por doña Juana la Loca a don Alonso Vozmediano y Arroniz, fundador de la orden de los Jerónimos de San Pedro de la Ñora, que, a su vez, las cedió a la citada orden en 1557. Desde finales del siglo XVI, y gracias al esfuerzo de los frailes, estas tierras empantanadas fueron poco a poco saneándose mediante la apertura del "meranchon" y "landronas" adyacentes, siendo cedidas a colonos bajo el sistema de arrendamiento por "ocho vidas", sin que durante los cuatro primeros años se tuviera que pagar renta alguna. Es así como los almarjales improductivos de La Urdienca pasan a convertirse en tierras cultivables, lo que llevó a fray Francisco de Barber, prior de San Pedro de La Ñora, a describir el lugar como "un país ameno, delicioso y productivo que superaba a otras tierras de la Huerta cultivadas muchos siglos antes". Aunque, como decimos, la zona era conocida como La Urdienca, generalmente se utilizaba el plural, Las Urdiencas, para referirse a ella, diferenciándose entre la de Santomera, la de El Esparragal y la de Monteagudo, por cuanto cada una de ellas tenía unas características propias que, en cierta manera, las diferenciaban entre sí. En toda esta zona proliferaron los cultivos de moreras, siendo también muy importantes las producciones de lino y posteriormente de seda, pero, sobre todo, y de manera especial en La Urdienca de Santomera, destacó el cultivo del pimiento de bola, introducido en la Huerta de Murcia por los monjes jerónimos. Posteriormente parte de estos territorios pasarán a conformar la pedanía de Cobatillas.
En la segunda década del siglo XIX, concretamente durante el denominado Trienio Liberal (1821-1823), El Esparragal se constituyó en Ayuntamiento independiente, aunque esta situación no duraría mucho tiempo dadas las dificultades económicas para el sostenimiento de los gastos de tal institución, lo que le llevaría a integrarse nuevamente dentro del término municipal de Murcia. Hacia 1850 El Esparragal es considerada jurídica y administrativamente como una diputación del municipio de Murcia, que Pascual Madoz describe señalando que en ella "hay muy pocas casas formando cuerpo de población, pues la mayor parte se hallan diseminadas por su término", contando con una población de 386 vecinos, que vienen a traducirse en unos 1450 habitantes. Se destaca en dicha descripción la existencia de la iglesia parroquial de Ntra. Sra. de los Ángeles, de las que son anejas las iglesias de "Cobatillas" y las "Cuevas Pergüeñas", contando también con una ayuda de parroquia, la iglesia de Ntra. Sra. de la Antigua de Monteagudo. Sigue contándonos el citado autor que sus tierras son llanas y de riego moreral, cultivándose en ellas trigo, maíz y hortalizas, teniendo gran importancia la producción de seda, siendo de herradura todos los caminos que la comunican con las poblaciones limítrofes.
En el presente siglo la evolución de su población presenta una trayectoria ascendente hasta la década de los sesenta. A partir de ese periodo el perfil del diagrama demográfico viene representado por periodos ascendentes y caídas bruscas en años puntuales. Desde 1981 se detecta un continuo crecimiento poblacional que arranca en los 2294 habitantes del citado año y llega hasta los 3116 de 1996. Esta población se distribuye entre el caserío de la orilla del Azarbe, los núcleos de población de El Esparragal y Laderas del Campillo y el diseminado de la pedanía. El sector de actividad que mayor población activa ocupa es el de los servicios, seguido de agricultura, construcción e industria manufacturera. En su paisaje agrario predominan los cultivos de limonero y hortalizas (lechuga, coliflor, col, repollo) así como patata y alfalfa.